# Fabrizio Selis
Fabrizio Selis (Siniscola, 18 ottobre 1954 – Avezzano, 27 aprile 1990) è stato un criminale italiano, esponente dell'organizzazione malavitosa romana Banda della Magliana.

## Biografia

### Gli inizi
Nato a Siniscola, si trasferì giovanissimo ad Ostia, dove crebbe come criminale all'ombra del fratello maggiore, Nicolino Selis, in collaborazione con altri importanti criminali ostiensi quali Giovanni Girlando, Fulvio Lucioli e Giuseppe Magliolo.
Nel 1975 fu tra gli 11 evasi dal carcere di Regina Coeli, insieme al fratello, a Girlando, a Libero Mancone e ad Edoardo Toscano.

### La fondazione della Banda della Magliana
Nel 1977 fu tra i fondatori della Banda della Magliana, grazie all'unione della batteria di Ostia con quelle della Magliana, del Testaccio e della Garbatella, formando così un'unica grande organizzazione criminale, la più potente dell'intero Lazio.
Il 25 luglio avviene l'omicidio di Franco Nicolini da parte della banda, detto Franchino Er criminale, padrone assoluto di tutte le scommesse clandestine dell'ippodromo di Tor di Valle e le cui attività illegali suscitarono ben presto l'interesse della nascente banda. Avvicinato da sette membri della Banda mentre si avvia a fine serata verso la sua auto, nel parcheggio dell'ippodromo, Nicolini viene steso con nove colpi di pistola da Giovanni Piconi e lo stesso Toscano. L'eliminazione di Nicolini è un passo da gigante per la banda che, da ora in poi, ha via libera per poter gestire una gigantesca fonte di guadagno.
Il 27 agosto partecipa all’omicidio di Sergio Carozzi, un commerciante di Ostia che aveva osato denunciare per estorsione Nicolino Selis, in quei giorni uscito dall’ospedale psichiatrico di Montelupo Fiorentino con un permesso premio.
Nel 1979, arrestato nuovamente il fratello Nicolino, tentò di mettersi a capo della banda ma l'operazione fallì in quanto gli altri membri non furono disposti ad accettare le gerarchie. In seguito all'omicidio del fratello si allontanò dal gruppo per il timore di essere ucciso, e non intrattenne più rapporti con questa organizzazione.
Dopo anni di detenzione si stabilì in Abruzzo dove cercò di rifarsi una vita ed una famiglia, ma proprio dopo una lite famigliare decise di farla finita e si uccise sparandosi un colpo alla testa.